# Dellekli (Zangilan)
Dellekli est un village de la région de Zangilan en Azerbaïdjan.

## Histoire
En 1993-2020, Dellekli était sous le contrôle des forces armées arméniennes. Le 22 octobre 2020, le village de Dellekli a été restitué sous le contrôle de l'Azerbaïdjan.